# Scatopsciara antefluviatilis
Scatopsciara antefluviatilis is een muggensoort uit de familie van de rouwmuggen (Sciaridae). De wetenschappelijke naam van de soort is voor het eerst geldig gepubliceerd in 1994 door Mohrig & Röschmann.